# Nic Hoydonckx
Nicolas Huibrecht „Nic” Hoydonckx (ur. 29 grudnia 1900 w Zolder, zm. 4 lutego 1985 w Hasselt) – belgijski piłkarz grający na pozycji obrońcy.
Podczas przypadającej na lata 1920–1936 kariery piłkarskiej reprezentował barwy kolejno trzech klubów: Berchem Sport, REFC Hasselt oraz Tilleur FC. W reprezentacji Belgii w latach 1928–1933 rozegrał 36 meczów. Był uczestnikiem igrzysk olimpijskich 1928 w Amsterdamie oraz mistrzostw świata 1930 w Urugwaju.